# إرنست ترويلتش
كان إرنست بيتر فليهلم ترويلتش (1865 – 1923) عالم لاهوت بروتستانتي ليبرالي ألماني وكاتبًا في مواضيع فلسلفة الدين وفلسفة التاريخ، وسياسيًا ليبراليًا كلاسيكيًا وعضوًا في مدرسة تاريخ الأديان. كان عمل ترويلتش بمثابة توليفة بين العديد من المواضيع، واستند فيه على أعمال ألبريشت ريتشل ومفهوم ماكس فيبر لعلم الاجتماع ومدرسة بادن للكانطية الجديدة. يعد كتابه «تعاليم الكنيسة المسيحية الاجتماعية» من أهم الأعمال التي تحدثت عن اللاهوت.

## حياته
وُلد ترويلتش في 17 فبراير من عام 1865 لعائلة لوثرية، وكان والده طبيبًا. مع ذلك، التحق ترويلتش بمدرسة كاثوليكية في منطقة ذات أغلبية كاثوليكية، والتحق بعدها بجامعة إرلنغن نورنبيرغ وجامعة غوتينغن. درّس ترويلتش علم اللاهوت في جامعة غوتينغن ابتداءً من عام 1889 وذلك بعد عامين اثنين من ترسيمه. في عام 1892، انتقل ترويلتش للتدريس في جامعة بون. وفي عام 1894، انتقل مرة أخرى إلى جامعة هايدلبرغ. أخيرًا، انتقل في عام 1915 للتدريس في الجامعة التي تعرف اليوم باسم جامعة برلين، وحصل فيها على لقب أستاذٍ في الفلسلفة والحضارة. توفي ترويلتش في 1 فبراير من عام 1923.

## علم اللاهوت
كتب ترويلتش، خلال مختلف مراحل حياته، عن إيمانه بأن التغيرات التي تطرأ على المجتمع تشكل تهديدًا للدين المسيحي، وأن حالة «تخلص العالم من الوهم»، كما وصفها عالم الاجتماع ماكس ويبر، جارية على قدم وساق. رد ترويلتش في مؤتمر أكاديمي عُقد في عام 1896، عقب تقديم ورقة حول عقيدة الشعارات، قائلًا «أيها السادة، كل شيء يترنح!».
سعى ترويلتش إلى تفسير حالة تراجع التدين في العصر الحديث من خلال وضع توصيف للتطور التاريخي لدور الدين في المجتمعات. قسم ترويلتش الحضارة الأوروبية لثلاث فترات تاريخية، القديمة والوسطى والحديثة. كان فهم ترويلتش للحدود الفاصلة بين العصور الوسطى والحديثة فهمًا تنقيحيًا، قبدلًا من الادعاء بأن العصور الحديثة بدأت مع صعود البروتستانتية، يعتقد ترويلتش أن البروتستانتية المبكرة ما هي إلا استمرار لفترة العصور الوسطى، أما العصور الوسطى، حسب رؤيته، فقد بدأت في القرن السابع عشر. مهد عصر النهضة في إيطاليا والثورة العلمية في أوروبا الطريق أمام انطلاق العصور الحديثة، أما البروتستانتية فقد أخرت، حسب رؤية ترويلتش، من قدوم العصور الحديثة، ولم تعجل منه. رأى ترويلتش في البروتستانتية «مجرد تعديل للكاثوليكية، إذ بقيت الصياغة الكاثوليكية للمشكلات نفسها، مع تقديم إجابات مختلفة لها».
رأى ترولتش هذا التمييز بين البروتستانتية المبكرة والمتأخرة (أو «الجديدة») على أنه «الافتراض المسبق لأي فهم تاريخي للبروتستانتية».

## التأريخ
طور ترويلتش ثلاثة مبادئ متعلقة بالتأريخ النقدي، وكان كل مبدأ منها بمثابة رد فلسفي على الأحكام المسبقة المدعومة من قبل المؤرخ. حدد ترولتش مبادئه الثلاثة (النقد، والقياس، والارتباط) بهدف تفسير المسألة المرتبطة بانحياز المؤرخ.

### مبدأ النقد
يخلص ادّعاء ترويلتش في مبدأ النقد إلى أنه لا يمكن وجود أي مطلق في التاريخ. يعتقد ترويلتش بوجوب تنوع الأحكام المرتبطة بالماضي. إذ لا يمكن، حسب رأيه، أن توجد حقيقة مطلقة للواقع التاريخي، بل ادّعى أن فحص الظروف التاريخية يجب أن يكون من خلال تحديد احتمالية حدوثه. وبذلك أكد ترويلتش على ضرورة عدم تشكيل ادعاءات محدودة وغير قابلة لإعادة النظر في القضايات التاريخية.

### مبدأ القياس
يتعلق مبدأ القياس بمنع المؤرخ من تطبيق المفارقة التاريخية (خلط أحداث عصر مع أحداث عصر آخر) على أحداث وقعت في الماضي. أدرك ترويلتش أنه من غير الممكن التحقق من الاحتمالية في مبدأ القياس إلا إذا كان الوضع الحالي للمؤرخ، عند تقييمه للاحتمال، لا يختلف بشكل جذري عن الماضي. يتوقع ترويلتش أن الطبيعة البشرية ثابتة مع مرور الوقت. لا يزال هذا البند مدرجًا كشكل من أشكال المساءلة عن سرد المؤرخ.